# Shaun Bartlett
Shaun Thurston Bartlett (* 31. Oktober 1972 in Kapstadt) ist ein ehemaliger  südafrikanischer Fußballspieler, der zuletzt bei Bloemfontein Celtic gespielt hat.

## Karriere
Shaun Bartlett begann seine Karriere in der Jugend von Vasco Da Gama. Im Jahr 1992 wechselte er zu Ajax Cape Town und spielte bis 1995 dort. 1996 wechselte er in die Major League Soccer zu den Colorado Rapids, wo er in 36 Spielen insgesamt neun Tore schoss. 1997 hatte er ein Gastspiel für ein halbes Jahr bei den NY/NJ MetroStars. Danach spielte er ein Jahr auf Leihe bei seinem alten Klub Ajax Cape Town. Im Jahr 1998 wechselte er zum Schweizer Verein FC Zürich. Bis zum Jahr 2000 absolvierte er 77 Spiele und erzielte 38 Tore. 2000 wechselte er für ein Jahr auf Leihe zum englischen Klub Charlton Athletic. In diesem Jahr bestritt er 18 Spiele, schoss dabei sieben Tore und wurde für 2 Millionen Pfund von Charlton Athletic gekauft. Er bekam die Auszeichnung für das Tor des Jahres 2000/01 in der Premier League mit seinem wunderschönen Volleyschuss gegen Leicester City. Doch am Ende der Saison 2005/06 wurde sein Vertrag nicht verlängert. Während seiner Zeit dort absolvierte 123 Spiele und schoss 24 Tore. Daraufhin ging er in sein Heimatland zurück zu den Kaizer Chiefs. Nach zwei Jahren, 31 Spielen und elf Toren, beendete er vorerst seine Profikarriere. Doch nach mehreren Gesprächen schloss er sich den Bloemfontein Celtics an.

## Nationalmannschaft
Sein erstes Spiel absolvierte er am 26. April 1995 beim 3:1-Sieg gegen Lesotho. Im Moment liegt er auf Platz zwei der Rekordtorschützen mit 28 Toren. Spitzenreiter ist Benni McCarthy mit 32 Toren. Er gewann mit Südafrika die Fußball-Afrikameisterschaft 1996 und spielte bei der Fußball-Weltmeisterschaft 1998, wo er zwei Tore erzielte. Im Jahr 2005 beendete er seine Nationalmannschaftskarriere mit 74 Spielen und 28 Toren.

## Titel und Erfolge
FC Zürich
- Schweizer Cup: 2000

Kaizer Chiefs
- Telkom Knockout: 2007
- MTN 8: 2008

Nationalmannschaft
- Fußball-Afrikameisterschaft 1996

Persönliche Ehrungen
- Tor des Jahres in der Premier League 2000/01